# يوسيب درميتش
يوسيب درميتش ((بالإنجليزية: Josip Drmić)‏) لاعب كرة قدم سويسري الجنسية، يلعب لنادي بوروسيا مونشنغلادباخ الألماني، وقد مثل منتخب سويسرا لكرة القدم في كأس العالم 2014 المقامة في البرازيل.

## روابط خارجية
- يوسيب درميتش على موقع الاتحاد الدولي (مؤرشف)  (الإنجليزية)
- يوسيب درميتش على موقع الاتحاد الأوربي (الإنجليزية)
- يوسيب درميتش على موقع قاعدة بيانات كرة القدم.إي يو (الإنجليزية)
- يوسيب درميتش على موقع بيانات كرة القدم. دي إي (الألمانية)
- يوسيب درميتش على موقع ناشيونال فوتبول تيمز (الإنجليزية)
- يوسيب درميتش على موقع Soccerbase.com (لاعب) (الإنجليزية)
- يوسيب درميتش على موقع Soccerway.com (الإنجليزية)
- يوسيب درميتش على موقع عالم كرة القدم.نت (الإنجليزية)
- يوسيب درميتش على موقع أوليمبيديا (الإنجليزية)
- يوسيب درميتش على موقع AS.com (الإسبانية)